# The Physician
The Physician (Brasil: O Físico / Portugal: O Médico de Ispahan/O Físico) é um livro do jornalista Noah Gordon. Conta a história de um barbeiro e médico medieval. É o primeiro livro de uma trilogia cujos outros títulos são, em português, "Xamã" (Shaman) e "A escolha da Dra. Cole" ou, numa outra edição "Opções" (Choices ou A matter of choice). As sequências contam as histórias de alguns dos sucessores da dinastia Cole de médicos.

## História
- Rob J. Cole é adotado por um barbeiro-cirurgião chamado Barber após a morte de seus pais e passa a viajar pela Inglaterra ganhando dinheiro através da realização de sangrias, cirurgias simples, e vendendo tônicos falsos. Após seu tutor (Barber) , começar a perder a visão pois estava com catarata ele conhece um médico judeu que estudou na gloriosa escola de medicina de Ispahan (ou Ispaã), na Pérsia, com o famoso polímata persa, Ibn Sina (conhecido também como Avicena), que com seus conhecimentos consegue curar o pai de Rob J. Após notar que seus conhecimentos como barbeiro eram muito poucos e que poderia aprender muito mais na Pérsia ele decide se tornar médico, custe o que custar. Com isso, ele dá início a uma viagem épica com destino à Pérsia.

## Curiosidades
- O título da versão brasileira ficou sendo O Físico, por um controverso erro de tradução. The Physician, do inglês, significa O Médico. A tradutora, Aulyde Soares Rodrigues, teria confundido physician com physicist, que significa físico. [1] Outros leitores creem que não há erro, já que na Idade Média, época descrita no livro, os médicos seriam chamados de físicos.[2] Essa possibilidade seria corroborada pela existência de documentos em português antigo que utilizam o termo com esse significado [3]. [Discussão sobre a tradução do termo "physician" ].
- Em Portugal o livro teve edições distintas, recebendo o título de "O Médico de Ispahan" e "O Físico".[4]
- No livro são citados dois médicos reais: Ibn Sina (Avicena) e al-Juzjani, sendo o primeiro o mais importante médico da Idade Média.
- Na Pérsia, o Xá Ala ensina Rob J. a jogar um curioso jogo semelhante ao Xadrez, chamado Jogo do Xá.